# 張鈞甯
張 鈞甯（チャン・チュンニン、Chang Chun-ning、1982年9月4日 - ）は台湾を中心に中華圏で活動する女優。

## プロフィール
- 身長 - 167cm
- 体重 - 49kg
- 星座 - 乙女座
- 出身地 - ドイツ
- 言語 - 中国語・台湾語・英語・ドイツ語
- 学歴 - 国立台北大学 法学部卒業・国立中央大学 産業経済大学院 法律科卒業

## 人物・来歴
父親は台湾大学の教授。母親は有名な児童文学作家で国立台湾芸術大学の講師。両者は結婚後一緒にドイツに留学し、そのとき生まれたためドイツ生まれ。英語とドイツ語もできる。4歳の時に台湾に帰国した。
大学生の頃に街頭アンケートに答えたことをきっかけに、女優の道を歩み始めた。2006年のテレビドラマ『ザ・ホスピタル』で注目を集め、2007年の映画『ビバ!監督人生!!』において2008年台北映画祭最優秀女優賞受賞。2008年のドラマ『ハチミツとクローバー』では、ジョセフ・チェンら主要メンバーとともにCLOVER幸運草楽団を結成し、同ドラマのオープニング曲「幸運草的祝福」を歌っている。
2010年のドラマ『織姫の祈り』で中国に進出。ファン・ビンビンの推薦で2015年のドラマ『武則天 -The Empress-』においてヒロインの親友・徐慧を演じた。徐慧という役は物語の途中で悪女に変貌する、その演技が中国の観衆たちに認められて中国での知名度を上げていった。このドラマの撮影が終わった後、ファン・ビンビンと親友になる。2018年のドラマ『如懿伝 〜紫禁城に散る宿命の王妃〜』でも評価を高めた。同年、第58回アジア太平洋映画祭のアンバサダーに就任。
日本との縁も深く、日本のドラマ『私立探偵 濱マイク』（2002年）や日本との合作映画『シルク』（2006年）、『東京に来たばかり』（2012年）、『一分間だけ』（2014年）に出演したいる。
2021年3月、中国新疆ウイグル自治区での少数民族ウイグル族の強制労働を懸念し、「新疆綿」の不使用を表明したファッションブランドに対する不買運動が中国で起こり、批判の対象となったブランドの広告塔を台湾の芸能人が相次いで契約終了を発表。張鈞甯もアディダスとの契約を終了した。

## 出演

### ドラマ
- 私立探偵 濱マイク 第4話（2002年、ジェニー・チャン名義）
- ラヴトレイン 心動列車（2003年） - 小五（シャオウー） 役
- ザ・ホスピタル（2006年） - 關欣（グァン・シン） 役
- 墾丁は今日も晴れ!（2007年） - 丁曉緯（シャオウェイ） 役
- ハチミツとクローバー（2008年）（原作：羽海野チカ『ハチミツとクローバー』 - 何亞弓（山田あゆみ） 役
- ブラック&ホワイト（2009年） - 藍西英（ラン・シーイン） 役
- 織姫の祈り（2010年） - 黄巧兒（ホアン・チャオアル） 役
- 晴れのちボクらは恋をする（2011年） - 方詠詠（ファン・ヨンヨン） 役
- 僕らはふたたび恋をする（2011年） - 鄭小襄（ジョン・シャオシャン） 役
- 童話二分之一（2012年） - 趙庭諼（チャウ・ティンイェン）、趙庭雨（ファン・チャウ・ティンユン） 役
- 回家（彼岸1945）（2012年） - 溝口雪子 役
- 最美的時光（2013年） - 蘇蔓（スー・マン） 役
- わたしのスイート・スター（2014年） - 章曼玲（チャン・マンリン） 役
- 武則天 -The Empress-（2015年） - 徐慧（ジョ・ケイ） 役
- 四大名捕 〜都に舞う侠の花〜（2015年） - 楚離陌（チュウ・リーモー） 役
- 女管家（2017年） - 東方靖琪（吳小七） 役
- 三国志〜司馬懿 軍師連盟〜（2017年） - 柏霊筠（中国語版） 役
- 海上牧雲記 〜3つの予言と王朝の謎（2017年） - 銀容 役
- 深夜食堂 中国版（2017年） - 孫可唯（スン・コーウェイ） 役
- 翻牆的記憶（2018年） - 許淑靜 役
- 2度目のロマンス（原題：温暖的弦）（2018年） - 溫暖 役
- 如懿伝 〜紫禁城に散る宿命の王妃〜（2018年） - 珂里葉特 海蘭（ケリェテ ハイラン） 役
- 唐人街探偵－DETECTIVE CHINATOWN－（2020年） - アイビー 役
- 不説再見（2021年） -	歐可欣 役

### 映画
- 夢遊ハワイ（原題：夢遊夏威夷）（2004年）- 陳欣欣（チェン・シンシン） 役
- シルク（原題：詭絲 Silk）（2006年） -和美 役
- 心靈之歌（2006年） - 祖慧 役
- ビバ!監督人生!!（原題：情非得已之生存之道）（2007年） - 甯甯 役
- 闘茶〜Tea Fight〜 （2008年） - 如花（ルーファ） 役
- 殺人犯（2009年）- 希愛（ヘイオイ/レン・クォンの妻） 役
- とべないとり（2009年）（原題:不能飛的鳥　英題:The Wingless Swallow）　- 絵本作家・圓（ユエン役）
- ズーム・ハンティング（原題：獵豔）（2010年）第23回東京国際映画祭で上映。 - ルーイー 役
- 賽車傳奇（2011年） - 林韋彤 役
- 東京に来たばかり（原題：初到東京）（2012年） - 奈菜子 役
- ハーバー・クライシス 湾岸危機 Black&White Episode1（原題：痞子英雄首部曲:全面開戰）（2012年） - 藍西英（ラン・シーイン） 役
- 一分間だけ（原題：只要一分鐘）（2014年） - 蔡琬真（ワンチェン） 役
- ハーバー・クライシス 都市壊滅（原題：痞子英雄二部曲:黎明升起）（2014年） - 藍西英（ラン・シーイン） 役
- 閨蜜2（2018年） - 嘉嵐 役
- エア・ストライク（原題：大轟炸）（2018年）
- 弱くて強い女たち（2020年） - 何晴眉 役
- 緝魂（2021年） - 阿爆 役
- 唐人街探偵 東京MISSION（原題：唐人街探案3）（2021年） - IVY 役
- 第一炉香（原題：第一炉香）（2021年） 第33回東京国際映画祭で上映
- The Soul：繋がれる魂（原題：緝魂）（2021年）日本ではNetflixで配信。
- この心亡き者（原題：査無此心）（2023年）日本ではNetflixで配信。
- 黙する者が生きし場所（原題：黙殺）（2024年）2024東京・中国映画週間では『黙殺〜沈黙が始まったあの日〜』の邦題で上映

#### 中国語吹替
- モンスターVSエイリアン（原題：Monsters vs. Aliens）（2009年）- スーザン 役

### CM/イメージキャラクター
- 花王 アジエンス（2013年、日本）
- セブン-イレブン iseLect（2016年〜、台湾）
- 街口支付（2018年、台湾）
- 台湾日立（2020年、台湾）[3]
- Vivo X60、X60 Pro（2021年、台湾）[4][5]
- フォード・クーガ（2021年、台湾）[6]
- 老協珍 美顔飲（2022年、台湾）[7]

### MV
- 林宥嘉「浪費」（2012年）

## 慈善活動
- 2024年 ワールド・ビジョン 「資助1000女孩」[8]